# 신기루 (2016년 영화)
신기루(Illusion)는 한국에서 제작된 정유석 감독의 2016년 드라마 영화이다. 이달 등이 주연으로 출연하였다.

## 출연

### 주연
- 이달
- 박충환
- 방은정
- 유수빈
- 한이진
- 이기혁